# Girl You Know It's True (chanson)
Pour les articles homonymes, voir Girl You Know It's True.
Pour l'album éponyme, voir Girl You Know It's True.
Singles de Milli Vanilli
Dansez
(1987) Baby Don't Forget My Number
(1989)
Girl You Know It's True est une chanson de Milli Vanilli, sortie en single en 1988. Elle figure sur l'album All or Nothing sorti la même année en Europe, puis sur sa réédition pour le marché américain, édité l'année suivante sous le titre Girl You Know It's True.
La chanson contient des samples de Ashley's Roachclip des Soul Searchers et Kool is Back de Funk, Inc.

## Historique
En 1988, il s'est directement classé à la 3e place au Royaume-Uni et a atteint la 2e place aux États-Unis et en France. Cette chanson est en fait une reprise, puisqu'elle a d'abord été interprétée en 1987 par le groupe Numarx, sans connaître de véritable succès commercial.

## Titres

### 12" Maxi — Australia, New Zealand, UK
1. Girl You Know It's True (NY Subway Mix)
2. Girl You Know It's True (Balearic Mix)
3. Magic Touch

### 12" Maxi — Canada, US
1. Girl You Know It's True (Super Club Mix) (8:33)
2. Girl You Know It's True (G Spot Remix Beats) (6:22)
3. Girl You Know It's True (Single Version) (3:48)
4. Girl You Know It's True (N.Y.C. Subway Mix) (8:07)
5. Magic Touch (3:47)

### 12" Maxi — Germany, UK
1. Girl You Know It's True (Super Club Mix) (7:35)
2. Girl You Know It's True (Radio Mix) (3:58)
3. Magic Touch (3:22)

### 7" Single
1. Girl You Know It's True (3:58)
2. Magic Touch(3:22)

## Classements et certifications
| Classement (1988–1989)                          | Meilleure position |
| ----------------------------------------------- | ------------------ |
| Allemagne (Media Control AG)                    | 1                  |
| Australie (Kent Music Report)                   | 80                 |
| Autriche (Ö3 Austria Top 40)                    | 1                  |
| Belgique (Flandre Ultratop 50 Singles)          | 4                  |
| Belgique (Flandre VRT Top 30)                   | 5                  |
| Canada (30 Retail Singles)                      | 3                  |
| Canada (100 Singles)                            | 3                  |
| Espagne (AFYVE)                                 | 1                  |
| États-Unis (Billboard Hot 100)                  | 2                  |
| États-Unis (Cash Box)                           | 1                  |
| États-Unis (Hot Black Singles)                  | 3                  |
| États-Unis (Hot Dance Club Play)                | 3                  |
| États-Unis (Hot Dance Music/Maxi-Singles Sales) | 1                  |
| États-Unis (Hot Rap Singles)                    | 2                  |
| Europe (Eurochart Hot 100)                      | 1                  |
| France (SNEP)                                   | 2                  |
| Irlande (IRMA)                                  | 3                  |
| Italie (FIMI)                                   | 47                 |
| Norvège (VG-lista)                              | 2                  |
| Nouvelle-Zélande (RMNZ)                         | 13                 |
| Pays-Bas (Nederlandse Top 40)                   | 4                  |
| Pays-Bas (Single Top 100)                       | 2                  |
| Royaume-Uni (UK Singles Chart)                  | 3                  |
| Suède (Sverigetopplistan)                       | 2                  |
| Suisse (Schweizer Hitparade)                    | 2                  |

| Classement (1988)              | Position |
| ------------------------------ | -------- |
| Allemagne (Media Control AG)   | 1        |
| Autriche (Ö3 Austria Top 40)   | 5        |
| Belgique (Flandre Ultratop 50) | 51       |
| Pays-Bas (Nederlandse Top 40)  | 24       |
| Pays-Bas (Single Top 100)      | 16       |
| Suisse (Schweizer Hitparade)   | 14       |

| Classement (1989)              | Position |
| ------------------------------ | -------- |
| Canada (Top 100 Singles)       | 54       |
| États-Unis (Billboard Hot 100) | 8        |
| États-Unis (Cash Box)          | 4        |

| Pays              | Certification | Date             | Ventes    |
| ----------------- | ------------- | ---------------- | --------- |
| Allemagne (BVMI)  | Or            | 1988             | 250 000   |
| États-Unis (RIAA) | Platine       | 4 avril 1989     | 1 000 000 |
| France (SNEP)     | Argent        | 1988             | 428 000   |
| Royaume-Uni (BPI) | Argent        | 18 novembre 1988 | 200 000   |
| Suède (IFPI)      | Or            | 7 novembre 1988  | 20 000    |

## L'affaire Milli Vanilli
Fin 1989 pendant un concert à Bristol (Connecticut), la bande magnétique passant derrière les chanteurs dérape, révélant aux spectateurs et surtout aux journalistes dans les jours qui suivent que les chanteurs font du playback. C'est un scandale et c'est le début de la fin pour le groupe. Voir Milli Vanilli#Scandale et déclin.